# Кармалейка (Ульяновська область)
Кармалейка (рос. Кармалейка) — село в Бариському районі Ульяновської області Російської Федерації.
Населення становить 232 особи. Входить до складу муніципального утворення Живайкинське сільське поселення.

## Історія
Від 2004 року входить до складу муніципального утворення Живайкинське сільське поселення.

## Населення
| 2010 |
| ---- |
| 232  |